# Уилкинс, Эрве
Эрве Дуайт Уилкинс (англ. Herve Dwight Wilkins; 8 августа 1843, Итали, штат Нью-Йорк — 24 ноября 1913, Рочестер) — американский органист и композитор.
Родился в семье потомственных священнослужителей, в прижизненных источниках утверждалось его родство с британским архиепископом XVII века Джоном Уилкинсом. С шести лет пел в церковном хоре, дебютировал как органист в 1866 г. в Оберне (по другим сведениям, уже в 1865 г. начал играть в Плимутской конгрегационалистской церкви в Рочестере). В 1866 г. окончил Рочестерский университет со степенью магистра искусств, в 1873—1875 гг. учился в Берлине у Теодора Куллака и Карла Альберта Лёшгорна (фортепиано), Карла Августа Хаупта (орган) и Генриха Котцольта (вокал).
По возвращении в США жил и работал преимущественно в Рочестере: органист церкви Святого Петра (до 1884 г.), пресвитерианской Кирпичной церкви (1884—1892), Первой баптистской церкви (1892—1896), Третьей пресвитерианской церкви (1898—1902), Первой баптистской церкви (1912—1913). В 1880—1883 гг. возглавлял также Мендельсоновское певческое общество (англ. Mendelssohn Vocal Society). В 1896—1898 гг. органист Центральной пресвитерианской церкви в Баффало, в 1902—1912 гг. в церкви Святого Михаила в Дженисио. В 1889 г. некоторое время преподавал в Батавии, где основал также любительский оркестр.
Регулярные органные концерты Уилкинса превратили Рочестер в город с исключительным интересом публики к органной музыке. В то же время он выступал и в других городах штата Нью-Йорк, дал сольные концерты на Всемирной выставке 1876 года в Филадельфии, Панамериканской выставке 1901 года в Баффало, Всемирной выставке 1904 года в Сент-Луисе. Концертировал и как пианист. В 1893—1894 гг. президент Ассоциации музыкальных педагогов штата Нью-Йорк, в 1896 г. был в числе соучредителей Американской гильдии органистов.
Автор различных органных и вокальных сочинений, сборника четырёхголосных церковных произведений. Опубликовал ряд статей об органе как инструменте в американских музыкальных журналах, в том числе в The Etude; в 1890 г. прочитал в Рочестерском историческом обществе доклад «История музыки в Рочестере». Запатентовал ряд усовершенствований для органного механизма.
Был женат (с 1870 г.) на Джулии Смит (1838—1921), дочери бывшего мэра Рочестера Элайджи Смита (1792—1879); четверо детей. Умер от воспаления лёгких.